# کوجی سکی
کوجی سکی (انگلیسی: Koji Seki؛ زادهٔ ۲۶ ژوئن ۱۹۷۲) بازیکن فوتبال اهل ژاپن است.
از باشگاه‌هایی که در آن بازی کرده‌است می‌توان به باشگاه فوتبال توکیو، باشگاه فوتبال توکیو وردی، و باشگاه فوتبال کونسادول ساپورو اشاره کرد.